# Ташкентська держава
Ташкентська держава — незалежне державне утворення, що існувало на території сучасних Ташкентської й Південно-Казахстанської областей у 1784—1807 роках. 1808 року була завойована Кокандським ханством та увійшло до його складу.

## Передісторія
На середину XVIII століття припав смутний період в історії Ташкента, коли місто перебувало на перетині інтересів калмицьких (до їхньої поразки від Китаю 1758 року) й казахських ханів (первинно васальним калмикам, після розгрому калмиків — незалежних), кокандців на чолі з Абдукаримом та, меншою мірою, бухарських правителів. Місто неодноразово переходило з рук у руки. Окрім того, в самому Ташкенті панувала міжусобна боротьба чотирьох частин міста — даха: Кукча, Сібзар, Шейхантаур і Бешагач. Глава кожного з них — хакім — прагнув підкорити собі решту районів.
До 1780-их років тривалі та криваві суперечки стали нестерпними. В Ташкенті все більш наполегливо почали звучати думки щодо створення єдиної самостійної держави, що сприяло б торгівлі та ремеслам. У той же час у Шейхантаурі помер хакім, передавши владу сину Юнусходжі.

## Історія
1784 року багаторічне суперництво чотирьох частин Ташкента вилилось у збройну сутичку. Битва відбулась біля міського базару, в яру, яким протікав Бозсу. Та ділянка каналу стала відомою як «Джангоб» — «струмок битви». Перемогу здобув Юнусходжа, і посад визнав його владу над усім містом. В якості резиденції правитель обрав фортецю, що розташовувалась на височині на березі арику Чорсу (згодом та місцевість отримала назву Караташ). Інститут чотирьох хакімів (чархакім) було ліквідовано, хоч розподіл на даха зберігся.
Опорою Юнусходжі стали казахські племена — шанишкили та кангли. За роки свого правління він також підкорив місцевості Шимкент, Сайрам, Туркестан, Курама, Ніязбек, Алтин тобе, Карабулак, Сарапан (Сауран), Темір і до десяти сіл з прилеглими землями. Під контролем Ташкента опинилась значна частина території, що належала Старшому казахському жузу.
Захопивши караванні шляхи до Росії та значно підвищивши їхню безпеку, Юнусходжа розширив торгівлю з Російською імперією. Стабільність і міцні економічні відносини з Москвою позитивно вплинули на розвиток кустарної промисловості й суміжних галузей сільського господарства. Юнусходжа провів грошову реформу, почавши карбувати мідну монету від свого імені, а також провів низку змін у військовій структурі, що позитивно позначились на могутності армії й обороноздатності столиці.
Створення в Ташкенті самостійної держави закономірно спричинило тривогу у Кокандського ханства. 1794 року Нарбутабій організував похід на територію Ташкента, втім зазнав поразки. 1799 року кокандські війська зуміли дістатись практично самої столиці, форсувати Чирчик, однак у битві на березі каналу Карасу Юнусходжа завдав їм нищівної поразки, захопивши 70 полонених (яких було публічно страчено).
1801 року Юнусходжа вирішив сам напасти на суперника зі сходу. Новій війні опирались міські жителі, але до неї підштовхувала кочова знать, союзна до Юнусходжі. За підтримки казахів племені шанишкили він вторгся до Ферганської долини. Однак сили для того були переоцінені: неподалік від Коканда й Худжанда, у місцевості Пункан, кокандці здобули переконливу перемогу, а хану зі значними труднощами вдалось утекти в Ташкент.
Після невдалого походу Юнусходжа захворів на туберкульоз, у нього прогресувала шкідлива пристрасть до куріння банга, й за рік засновник держави помер (Мухаммед Саліх Ташканді датує смерть 1215 роком гіджри).
Старший син Мухаммедходжа, який став правителем, через страх втратити владу зайнявся організацією вбивства Ханходжі, — свого брата, який командував фортецею Ніязбек. Тим часом кокандська загроза ставала все більш серйозною: за 3 роки правління Мухамедходжі відбулись чотири вторгнення. Відбити їх удалось значною ціною: в місті запанували надзвичайний голод і дорожнеча.
1805 року після смерті Мухаммедходжі ханом став інший син Юнусходжі — Султанходжа, за якого продовжилась кривава боротьба з Кокандом. 1807 року Алімхан відрядив на завоювання сусіда 12-тисячне військо на чолі зі своїм братом Умаром. Завдавши поразки ташкентцям і взявши у полон полководця Ханходжу, Умар зайняв околиці столиці. Доля Ташкента була вирішена. Натомість, спостерігаючи готовність міста до стійкої оборони під керівництвом ще одного сина Юнусходжі — Хамідходжі, який узяв владу в свої руки, кокандський хан не наважився на прямий штурм.
Завойовники обмежились закріпленням Хамідходжі на престолі за умови негайно заявленої ним васальної заледності (в той же час Ханходжа був страчений у Коканді). Умар повернувся до своєї столиці. Однак позиції сюзерена в Ташкенте виявились хиткими, антикокандська боротьба не була придушена до кінця. 1808 року місто було підпорядковано Коканду вдруге (новий поход повів уже сам Алімхан), був розграбований і зруйнований. Від того часу Ташкент безпосередньо увійшов до складу Кокандського ханства (з незначними перервами перебуваючи в його складі до самого завоювання Російською імперією) та керувався провінційним намісником — беклярбеком.

## Державний устрій
Ташкентська держава, як і інші середньоазійські, була типовою феодальною монархією: законодавчо влада правителя була нічим не обмежена. Правитель Ташкентської держави часто називається ханом, сам він титулував себе ішаном, а первинно Юнусходжа був проголошений валієм вілойяту — «правителем області».
Відміною Ташкентської держави від інших середньо азійських держав була відсутність феодальної ради як консультативного органу при хані. Таку функцію виконувала рада представників чотирьох даха. Хоч основну військову опору Юнусходжі складали його прибічники з числа кочівників, сам він був змушений радитись і вирішувати справи державні не з ними, а з представниками міського посаду. То були аксакали (старійшини) чотирьох частин міста, обрані населенням на вищий адміністративний суспільний пост міського самоврядування дахи (кварталу)". Будучи вихідцями з найбільш заможного й тому впливового в місті прошарку громадян, вони направляли державну та військову політику Юнусходжі, виходячи з інтересів крупних купців і ремісників, що складали основне ядро того шару міського населення.
Для Ташкентської держави характерним було використання в державному листуванні узбецької, а не таджицької мови, що виражалось і в титулатурі. Другою особою в країні вважався башчиходжа (узбецьке йменування титулу, що відповідає таджицькому диванбегі), до обов'язків якого входив контроль «за тишею та благоустроєм», стягнення податків і зборів. За відсутності хана державні справи цілковито переходили до його відомства. Окрім того, існувала спеціальна посада управляючого кочовим населенням — серкер.
Досить складною була судова система. Формально главою верховного суду був казій, чий пост також вважався високим, однак значні злочини до його компетенції не входили. Убивства, крадіжки та несанкціоноване вивезення зброї, пороху та свинцю — проступки, за які призначалась смертна кара — безпосередньо розглядав хан. Маловажливі справи також розбирав башчиходжа, призначаючи за них відповідні покарання. За відсутності хана державні рішення цілковито переходили до компетенції башчиходжі. Поліцейські функції виконував раїс, відповідаючи за правильне ведення торгівлі, контроль за вагами й мірами та додержання різних релігійних норм (намазу, постів тощо).
Правителі міст і поселень, яким належала адміністративна, судова та військова влада на місцях, іменувались беками. Нижче місце в державній ієрархії займали аксакали, тобто старійшини над простолюдинами.
Чиновники не отримували платні й утримували себе, експлуатуючи в приватному господарстві солдат — караказанів. Слово «караказан» — буквально «чорний казан» — первинно позначало земляків, які служили разом.

## Армія
На відміну від сусідів, постійна армія Ташкентської держави набиралась не з місцевого осілого населення, а включала до свого складу злидарів і полонених (казахів, калмиків, кокандців, бухарців тощо). За середньоазійською традицією воїни в мирний час використовувались на сільськогосподарських і ремісничих роботах, але, не маючи власності в Ташкенті, опинялись у статусі кріпаків. Солдати, що називались караказанами, були розподіленими між крупними посадовими особами, включаючи главу держави. Такою працею вони утримували себе та своїх господарів.
Відповідно до «Розповіді про Ташкент» (вставки в твір Мухаммеда Саліха Корі Ташкенді), дружини караказанів перебували в підпорядкуванні свого феодала — командира, квартирувались у його маєтку й від нього ж озброювались і отримували коней. Під час зарахування до дружини караказану надавалось володіння для утримання себе й родини. Караказани в мирний час займались землеробством, ремеслом чи торгівлею та звільнялись від податків і повинностей, замість чого були зобов'язані працювати на полях свого феодала.
За свідченням Мухаммеда Саліха Ташкенді й повідомленнями підпоручика Телятнікова, армію караказанів складали особисті загони (дружини) Юнусходжі, його синів і «найкращих чиновників». До їх числа належали вихідці з феодально-племінної знаті, а також такі, як Мухаммед-ходжа, Хан-ходжа, Халім-ходжа, які, ймовірно, належали до осілого населення.
Як писав Телятніков, дружини караказанів набирались «здебільшого з біглих націй людей, наприклад: калмиків, узбеків, кокандців, худжанців і бухарців; природних же ташкенців серед караказанів було дуже мало». Таке повідомлення відповідає відомостям Мухаммеда Саліха Корі Ташкенді, який називав караказанів «аубош», тобто «збродом з різних націй», «шукачами пригод», «солдатами, які грабують переможених».
Число караказанів коливалось від 2 до 6 тисяч. Вони мали ґнотові рушниці, шаблі, списи, панцирі. Армія мала й крупнокаліберні гармати. Усім необхідним для ведення бойових дій забезпечував хан.
Відповідно до відомостей Телятнікова караказани були озброєні троякою зброєю. Дехто з них мав «турки» (беззамкові ґнотові рушниці), інші — луки зі стрілами, треті — лише списи та шаблі. З'єднання караказанів мали й невеликий артилерійський парк, що активно розширювався Юнусходжею (1796 року в якості артилерії використовувались тільки «занбураки» — крупнокаліберні рушниці, що стріляли чавунними кулями, 1800 року були вже й крупнокаліберні гармати ташкентського виробництва з міді). Військо було забезпечено й боєприпасами місцевого виробництва (порох, свинець тощо), причому ташкентський порох виготовлявся «самими ташкентцями й селітренної землі… свинець же отримувався з Туркестану, який хоч і виплавляють і в самому Ташкенті, але дуже мало».
Окрім того, у разі війни до постійної армії додавалось і народне ополчення, як з осілих, так і з кочових народів. Ближче до початку 1800-их років чисельність війська збільшувалась і сягала 6 тисяч осіб, чисельність феодального ополчення сягало 50—70 тисяч осіб (з них 30 тисяч «поголовного» ташкентського ополчення).

## Правителі
- Юнусходжа (1784—1801)
- Мухаммедходжа (1801—1805)
- Султанходжа (1805—1807)
- Хамидходжа (1807—1808) (оголосив себе васалом Кокандського ханства)